# Diplusodon xerampelinus
Diplusodon xerampelinus är en fackelblomsväxtart som beskrevs av A. Lourteig. Diplusodon xerampelinus ingår i släktet Diplusodon och familjen fackelblomsväxter. Inga underarter finns listade i Catalogue of Life.